# Geschützter Landschaftsbestandteil Hohlweg und historischer Friedhof Benolpe
Der Geschützte Landschaftsbestandteil Hohlweg und historischer Friedhof Benolpe mit einer Flächengröße von 0,52 ha liegt nördlich von Benolpe im Gemeindegebiet von  Kirchhundem (Kreis Olpe). Es wurde 2020 durch den Kreistag des Kreises Olpe als Geschützter Landschaftsbestandteil (LB) mit dem Landschaftsplan  Nr. 5 Rothaarvorhöhen zwischen Olpe und Altenhundem ausgewiesen. Von 1984 bis 2020 gehörten die Flächen zum Landschaftsschutzgebiet Kreis Olpe. Der LB liegt nah am Dorfrand. Der LB ist vom Landschaftsschutzgebiet Rothaarvorhöhen, Typ B umgeben.

## Gebietsbeschreibung
Im LB liegt ein tief in den Hang eingeschnittener Hohlweg der zum historischen Friedhof Benolpe führt. Beim Hohlweg handelt es sich um ein Teilstück des historischen Benolper Kirchweges. Die Böschungen am Weg sind unbewachsen und stellen laut Landschaftsplan „seltene Kleinstlebensräume mit vielfältigen Standortbedingungen dar.“ Oberhalb der Böschungen zieht sich ein struktur- und artenreicher Gehölzsaum, der nahtlos in den ehemaligen Benolper Friedhof übergeht. Auf dem Friedhof stehen teils sehr alten Solitärbäume.
Der Landschaftsplan führt zum LB aus: „Der mit Laubbäumen gesäumte Hohlweg sowie der Gehölzbestand des historischen Friedhofs wirken als gliedernde Elemente zwischen den angrenzenden Weiden und tragen zur Bereicherung des Landschaftsbildes bei.“

## Schutzzweck
Die Ausweisung erfolgt: 
- „zur Sicherung des Hohlweges und des nhistorischen Friedhofs,“
- „als wichtige Komponente der Leistungs- und Funktionsfähigkeit des Naturhaushaltes durch Erhaltung und Entwicklung der alten Baumbestände und der besonnten Böschungen des Hohlweges als Lebensstätte wild lebender Tier- und Pflanzenarten,“
- „als Verbindungselement im Sinne des Biotopverbundsystems,“
- „zur Sicherung des gehölzbestandenen Hohlweges und der alten Bäume auf dem Friedhof als gliederndes und belebendes Element des Landschaftsbildes,“
- „zur Abwehr schädlicher Einwirkungen.“[1]

## Verbote
Es wurden ein spezielles Verbot für den LB erlassen:
- „das Relief des Hohlwegs durch Verfüllungen jedweder Art oder durch Abgrabung der Böschungen zu verändern.“[1]

## Gebote
Für den LB wurden drei spezielle Gebote erlassen:
- „auf dem historischen Friedhof aufkommende Sukzessionsgebüsche zurückzudrängen und die offenen Flächen extensiv zu pflegen,“
- „eine Besonnung von Teilen der Böschungswände des Hohlweges zu sichern,“
- „Bäume mit Höhlen als Quartiere für Fledermäuse und in Höhlen brütende Vögel zu erhalten und zu fördern.“[1]